# São Miguel do Pinheiro
São Miguel do Pinheiro is een plaats (freguesia) in de Portugese gemeente Mértola en telt 880 inwoners (2001).